# بدر بن سعود بن عبد العزيز آل سعود
الأمير بدر بن سعود بن عبد العزيز آل سعود (1354 هـ / 1934 - 4 جمادى الآخرة 1425 هـ / 21 يوليو 2004) الابن السادس من أبناء الملك سعود، ولد في عام 1354 هـ الموافق 1934، نشأ تحت رعاية والده الملك سعود، وأنهى تعليمه الثانوي في معهد أنجال الملك سعود بن عبد العزيز حيث بعدها تولى إمارة منطقة الرياض يوم 1 ربيع الآخر 1381 هـ وبعدها انصرف الأمير بدر في العمل الخاص.

## حياته
تربى الأمير بدر بن سعود بن عبد العزيز آل سعود على يد والده سعود بن عبد العزيز آل سعود وانهى تعليمه الثانوي في معهد أنجال الملك سعود بن عبد العزيز آل سعود حيث بعدها تولى إمارة منطقة الرياض يوم 1 ربيع الآخر 1381 هـ وبعدها انصرف الأمير بدر في العمل الخاص حيث عرف عن الأمير بدر ثقله في القطاعين السياسي وقطاع الأعمال وممن ساهموا في رفعه وتطوير هذا الكيان من خلال مشاريعه ورأيه السديد، وعرف عنه ولعه بالصيد والقنص وكان من المعروفين بهذا المجال وعرف عن الأمير سرعة بديهته وحنكته وقوه بأسه حيث كان يعد من كبار العائلة المالكة.

## مناصبه الرسمية
- أمير منطقة الرياض (1960 - 1961)

## أسرته

### زوجاته
- الأميرة سميرة المهنا.
- الأميرة بنية بنت مشعل بن سعود العبد العزيز المتعب الرشيد. والدة الأمير مشعل ،الأمير عبدالعزيز.
- الأميرة نورة بنت محمد بن عبد العزيز الشهيل. والدة الأمير طلال، الأمير الوليد، الأميرة حسام، والأميرة سلطانة.
- الأميرة نورة بنت فهد بن علي آل معمر القحطاني.

### أبناؤه
- الأمير تركي بن بدر (توفي صباح يوم السبت 28 ربيع الأول 1429 هـ الموافق 5 أبريل 2008 عن عمر يناهز خمسة وخمسين عامًا إثر مرض عانى منه، وصلي عليه بعد صلاة ظهر الأحد في جامع الإمام تركي بن عبد الله في مدينة الرياض).[1] كان متزوج من الأميرة مشاعل المنديل وله من الأبناء الأمير سعود، الأميرة سارة، الأمير سلطان (متزوج من الأميرة عهد بنت الوليد بن بدر بن سعود) ، الأمير خالد، الأمير عبد العزيز، والأميرة الجوهرة.

- الأمير منصور بن بدر (متوفى). [2]
- الأمير خالد بن بدر (متوفى). كان متزوج من الأميرة هناء السعدون وله من الأبناء الأمير ناصر (متزوج من كريمة الأمير سعود بن محمد بن سعود بن فرحان آل سعود)[3]، والأمير بندر.
- الأمير مشعل بن بدر[4] (مواليد 1381 هـ - 1961). متزوج من الأميرة غادة بنت خالد بن عبد الله بن محمد آل سعود وله من الأبناء الأمير سعود، الأمير متعب (متزوج من الأميرة نوف بنت خالد بن بندر بن عبد العزيز آل سعود)[5]، الأمير عبد العزيز، الأمير عبد الله، الأميرة بنية، والأمير محمد.
- الأمير عبد العزيز بن بدر. متزوج من الأميرة حسناء بنت مساعد بن عبد الرحمن آل سعود وله من الأبناء الأميرة هيفاء (متزوجة من الأمير سلطان بن محمد بن سعد بن محمد بن سعود آل سعود[6] ولها من الأبناء الأمير عبد العزيز)، الأمير مشعل (متزوج من الأميرة موضي بنت بندر بن سعود بن خالد بن محمد بن عبدالرحمن )، الأمير سعود، الأميرة بنية (متزوجة من الأمير سلطان بن فيصل بن مشعل بن سعود بن عبدالعزيز آل سعود)، الأميرة العنود، الأميرة ريم، والأمير بدر.
- الأمير طلال بن بدر[7] (رئيس المجلس الرياضي العربي، ورئيس اتحاد اللجان الأولمبية العربية، ورئيس مجلس إدارة الاتحادين العربي والسعودي لكرة السلة سابقًا، ونائب رئيس نادي النصر سابقًا). كان متزوج من الأميرة العنود بنت ماجد بن خثيلة وله من الأبناء الأمير سعود (محافظ الأحساء، حاصل على شهادة بكالوريوس في نظم المعلومات الإدارية من جامعة سافولك في بوسطن وماجستير في القانون من جامعة كنت في المملكة المتحدة ، متزوج من الأميرة سارة بنت فيصل بن محمد بن سعود الكبير)، والأميرة أضواء[8] (حاصلة على شهادة بكالوريوس في العلوم السياسية والدراسات الإسلامية والشرق أوسطية جامعة بوسطن وماجستير في دراسة الأديان من جامعة هارفارد في بوسطن)، ومتزوج من الأميرة ألفت بنت خالد بن حمدي بن حسن بن عبد الله الياور وله من الأبناء الأمير خالد، الأميرة شهد، الأمير محمد، والأميرة نورة.
- الأمير الوليد بن بدر (نائب رئيس مجلس إدارة نادي النصر سابقًا، ورئيس الاتحاد السعودي للعبة المبارزة، وعضو مجلس إدارة الاتحاد السعودي لكرة القدم سابقًا). كان متزوج من الأميرة غادة بنت حمود بن عبد العزيز آل سعود وله من البنات الأميرة أريج (متزوجة من الأمير عبد الله بن ناصر بن سعود الفرحان آل سعود)[8][9]، والأميرة عهد (متزوجة من الأمير سلطان بن تركي بن بدر بن سعود) ، ومتزوج من الأميرة شادن بنت عبد الرحمن الشبيلي[10] وله من الأبناء الأمير بدر.[11]

- الأمير عبد المجيد بن بدر (متوفى).
- الأمير حسام بن بدر (من مواليد 1950 في مدينة الرياض). متزوج من الأميرة غدير بنت عبد الله بن سعود بن عبد العزيز آل سعود وله من الأبناء الأميرة الجوهرة، الأمير سلمان، الأميرة نورة، الأمير سلطان، الأمير عبد الله، والأمير محمد.
- الأميرة سلطانة بنت بدر. كانت متزوجة من الأمير سعود بن سلطان بن سعود بن عبد العزيز آل سعود ولها من الأبناء الأميرة سارة، والأمير سلطان.
- الأمير سعود بن بدر. متزوج من الأميرة ريما بنت عبد العزيز بن بندر بن عبد العزيز آل سعود[12] وله من الأبناء الأميرة هلا.
- الأمير سلمان بن بدر.
- الأمير فهد بن بدر. متزوج من الأميرة مشاعل بنت تركي بن بندر بن عبد العزيز آل سعود، وله من الأبناء الأمير خالد[13]

## وفاته
توفي الأمير بدر بن سعود بن عبد العزيز آل سعود يوم الأربعاء 4 جمادى الآخرة 1425 هـ الموافق 21 يوليو 2004 عن عمر ناهز 70 عاما ودفن في مقبرة العود